# 333176 Sierragonzales
333176 Sierragonzales è un asteroide della fascia principale. Scoperto nel 2007, presenta un'orbita caratterizzata da un semiasse maggiore pari a 2,819137 UA e da un'eccentricità di 0,097079, inclinata di 4,498449° rispetto all'eclittica.
Fa parte della famiglia di asteroidi Agnia.
Sierra A. Gonzales è un ingegnere di sistemi statunitense che lavora alla missione OSIRIS-REx per il recupero di campioni da un asteroide. Ha fornito supporto in console come operatrice in tempo reale durante le prove e la fase di raccolta (TAG). Ha inoltre guidato le attività operative, i test e le procedure per il deposito del campione dopo la raccolta.